# Ивановская улица (Ломоносов)

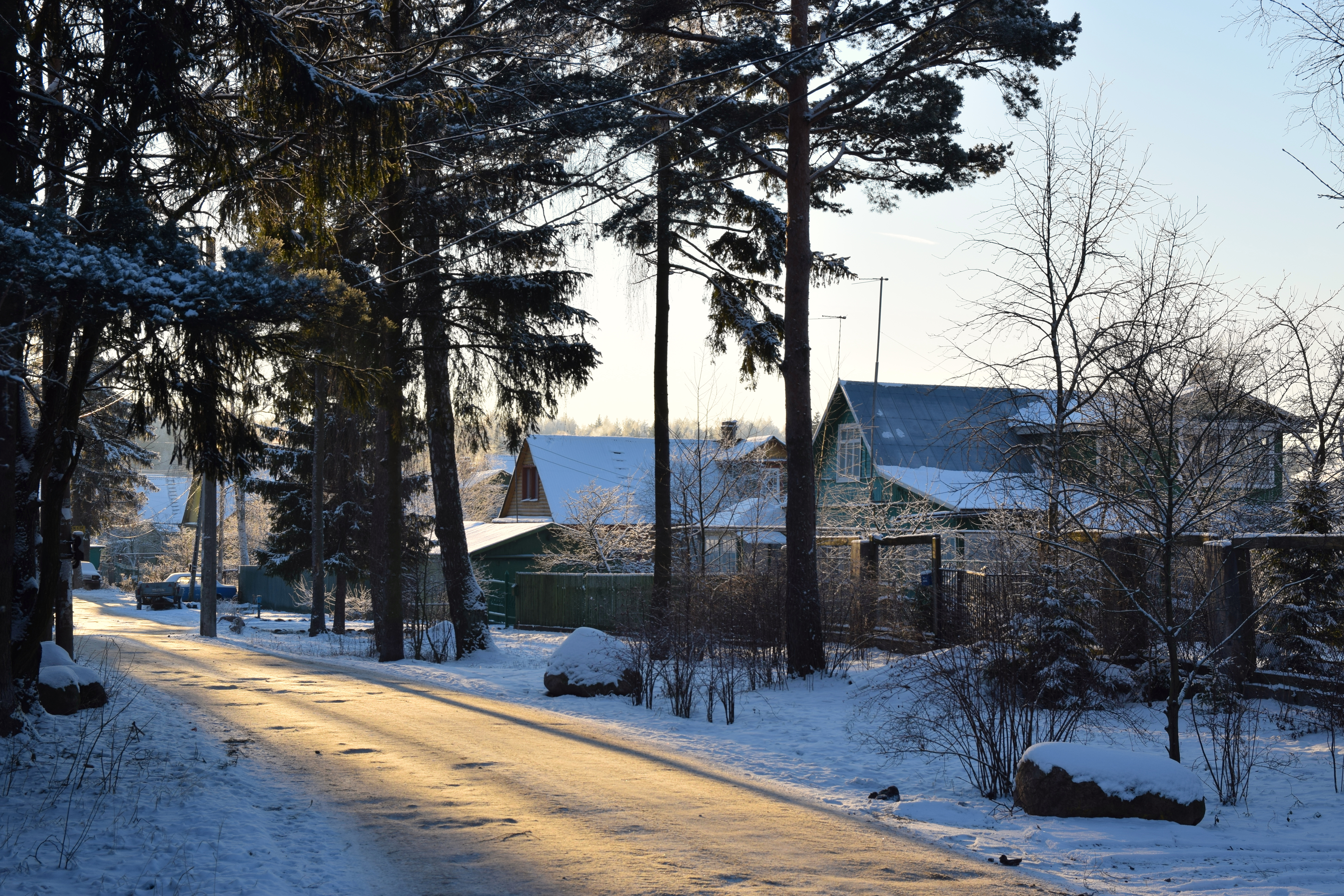
Ивановская улица зимой

Ива́новская улица — улица в городе Ломоносове Петродворцового района Санкт-Петербурга, в историческом районе Мартышкино. Проходит от Литейной улицы за Песочную улицу.
Название известно с 1901 года. Своим именем улицу назвал землевладелец Иван Яковлевич Лисицын — она проходила по принадлежавшему ему земельному участку, застроенном дачами. Его брат, Павел Яковлевич Лисицын, назвал в честь себя соседний Павловский проспект.

## Застройка
- дом 2 — жилой дом (1954[3]). В 2005 году это признанное аварийным здание было продано физическому лицу[4]. Новый собственник реконструировал дом, изменив, в частности, форму части окон[5].
- дома 4 и 4а — усадьба (нач. XX в.; объект культурного наследия регионального значения[6]). Это деревянные здания. В последние годы они стояли заколоченными, а в 2014 году они сгорели. По данным МВД (здание закреплены за этим ведомством), причиной пожара «является неосторожное обращение с огнём лицами, личность которых установить не представилось возможным». Само МВД не намерено размещать здесь свои службы вследствие «ветхого состояния» зданий[7]. В 2015 году стало известно, что КГИОП намерен снять усадьбу с охраны[8]. Однако проведённая по заказу комитета историко-культурная экспертиза рекомендовала сохранить статус памятника[9]. Эту позицию поддержало ВООПИиК[10].

## Перекрёстки
- улица Кипренского
- Безымянный переулок
- улица Мира
- Песочная улица